# Sonderabzeichen für das Niederkämpfen von Panzerkampfwagen durch Einzelkämpfer

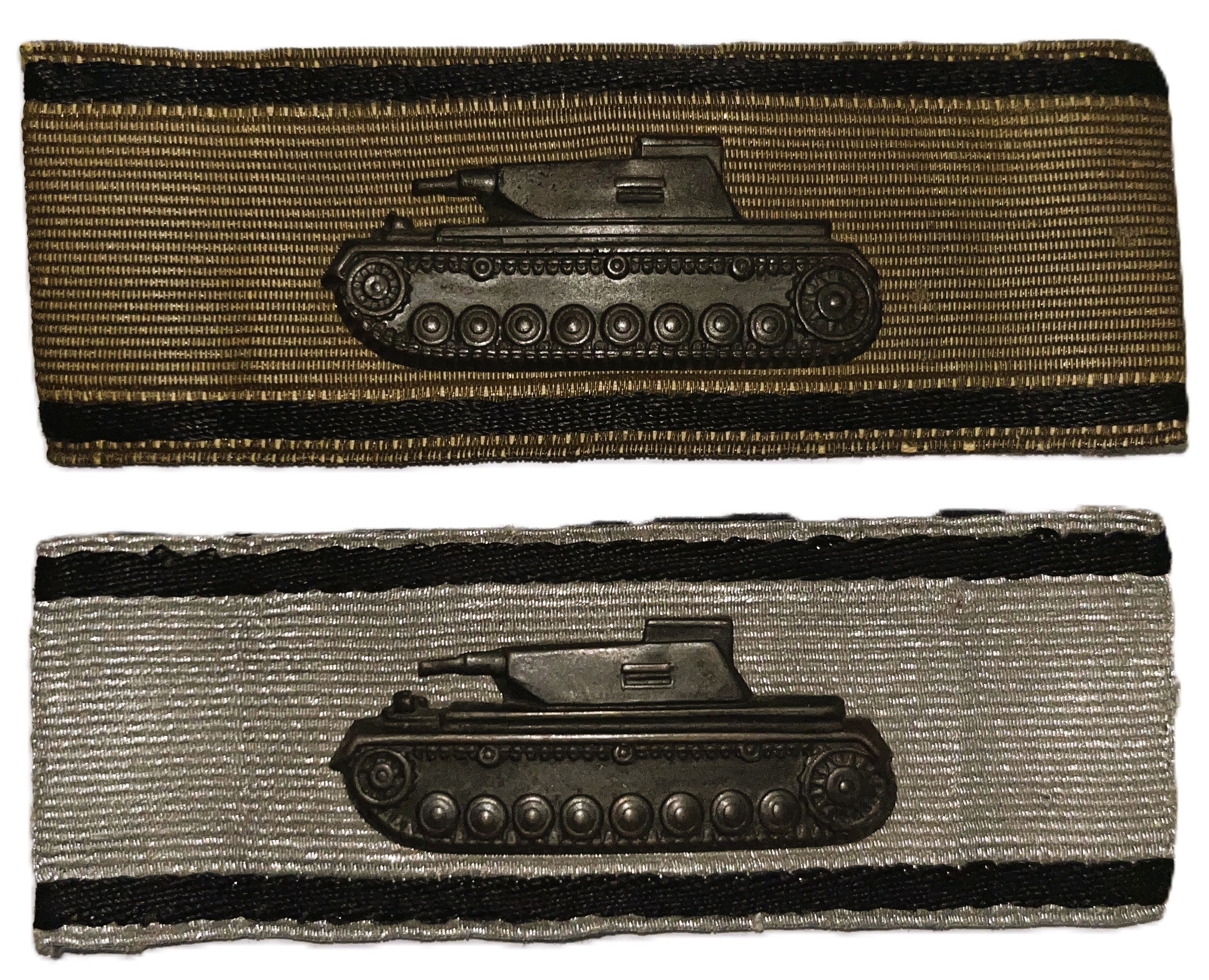
Panzervernichtungsabzeichen in Gold und Silber (Typ 3 und Typ 1).

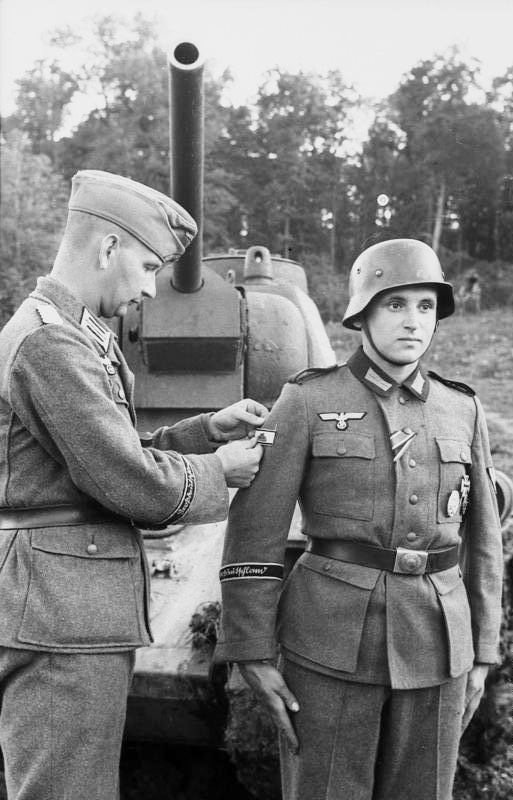
Verleihung des Panzervernichtungsabzeichens

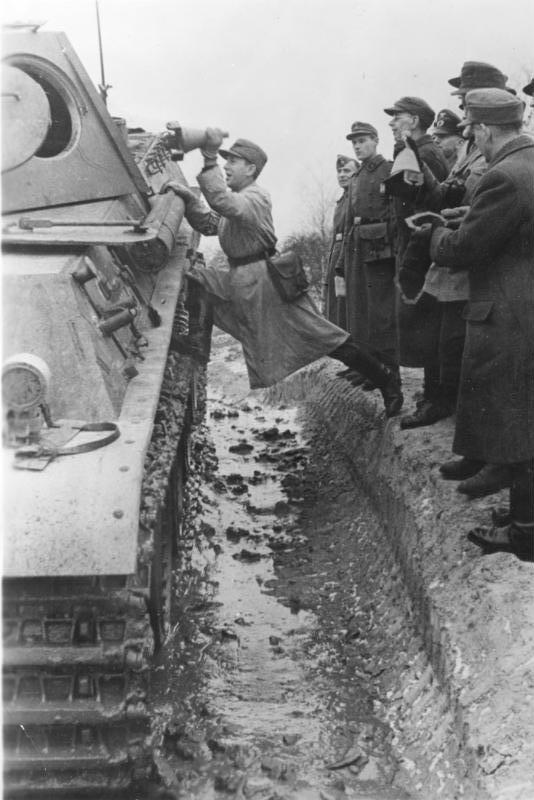
Anbringen einer Hafthohlladung bei Ausbildung des Volkssturms, Januar 1945

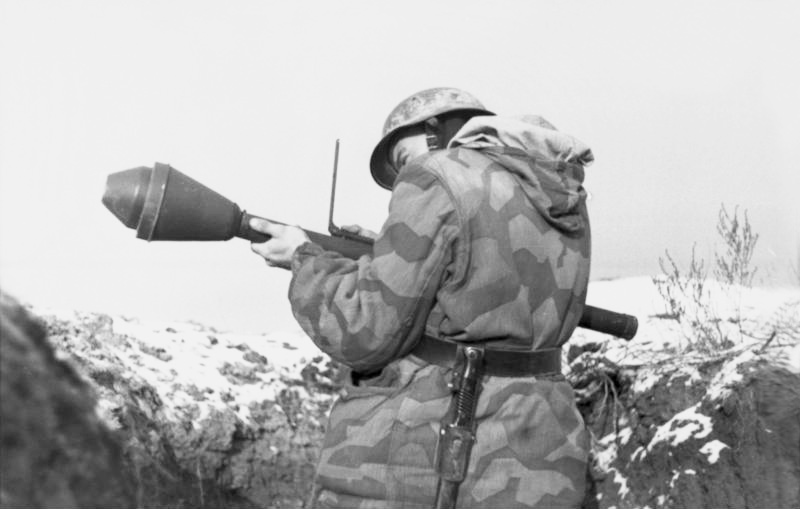
Deutscher Soldat mit Panzerfaust in einem Deckungsgraben, Ukraine 1944

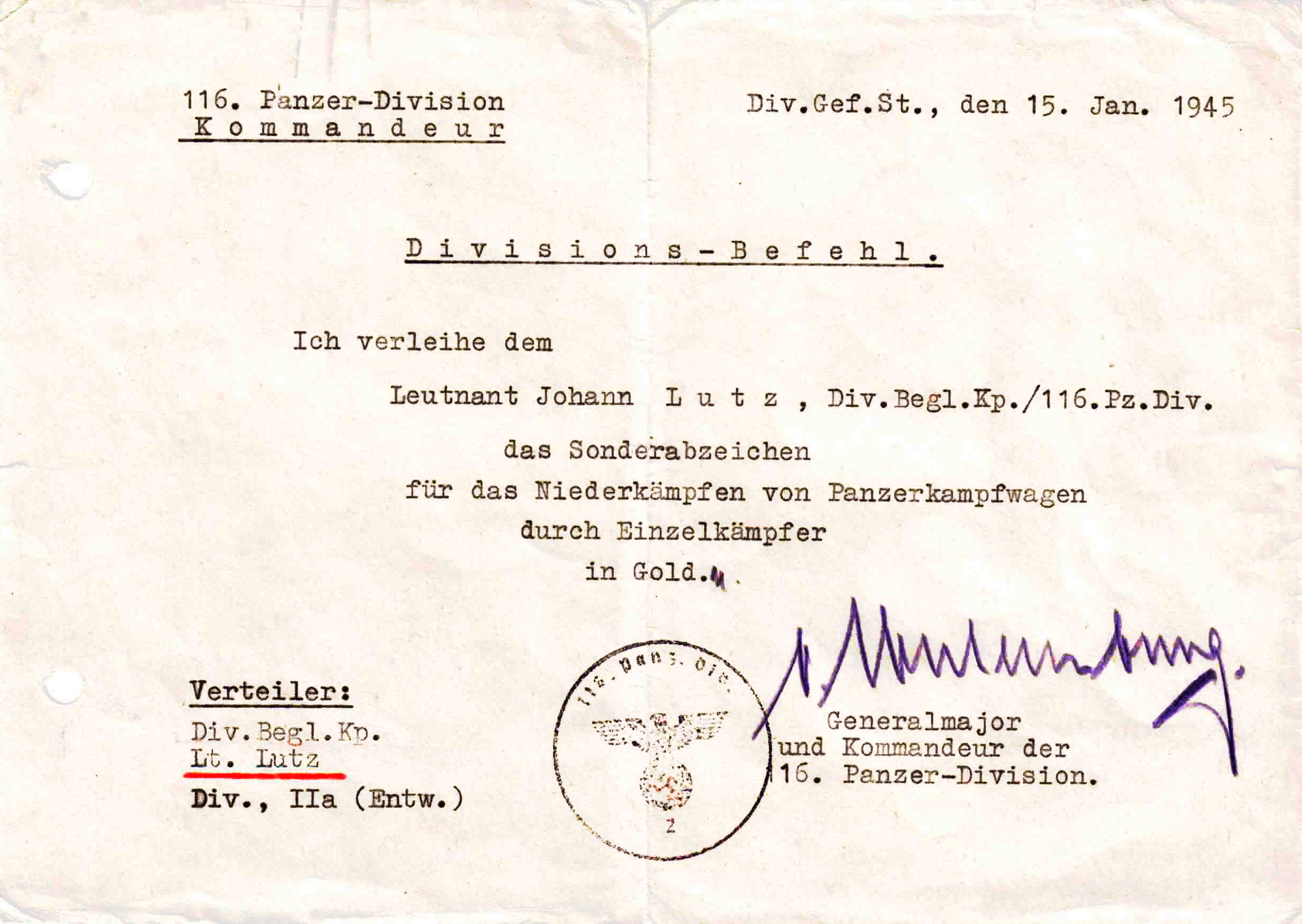
Verleihungsdokument für das „Sonderabzeichen für das Niederkämpfen von Panzerkampfwagen durch Einzelkämpfer in Gold“

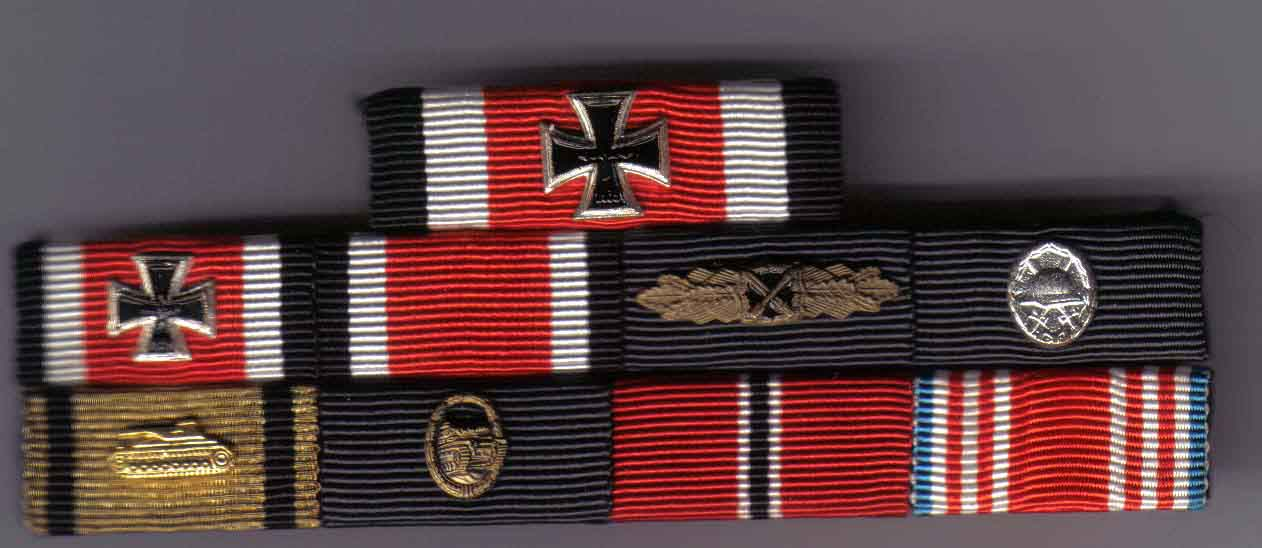
Ordensspange mit goldenen Panzervernichtungsabzeichen

Das Sonderabzeichen für das Niederkämpfen von Panzerkampfwagen durch Einzelkämpfer (kurz: Panzervernichtungsabzeichen) war eine Auszeichnung für Einzelkämpfer in deutschen Kampfverbänden im Zweiten Weltkrieg, die laut Bekanntmachung vom 9. März 1942 „mit Nahkampfwaffen oder Nahkampfmitteln (Panzerbüchse, Gewehrgranate, geballte Ladung usw.) einen feindlichen Panzerkampfwagen oder sonstiges feindliches gepanzertes Fahrzeug im Nahkampf vernichtet oder außer Gefecht gesetzt haben“. Mit Verfügung vom 18. Dezember 1943 wurden auch Panzerfaust und Panzerschreck als Nahkampfwaffe anerkannt.

## Verleihungsbedingungen
Als Nahkampfmittel galten geballte Ladungen, meist als Bündel von Handgranaten, Molotowcocktails, Panzerminen oder Hafthohlladungen. Geballte Ladungen oder Handgranaten wurden auf den Panzer bzw. die Kettenlaufräder und Kette geworfen oder gelegt, um den Panzer bewegungsunfähig zu machen. Zum Ausschalten einer Besatzung wurden Handgranaten in die Panzerluken geworfen; der Panzernahbekämpfer musste hierzu auf den Panzer klettern. Molotowcocktails, mit Brandmittel befüllte Glasflaschen mit brennender Lunte, wurden aufs Heck des Panzers geworfen. Durch die Lüftungsschlitze des Motors lief die brennende Flüssigkeit in den Motorraum und setzt diesen in Brand, was zu einem Totalausfall des Panzers führt. Die Hafthohlladungen waren mit Magneten versehen, um sie an fahrenden Panzern anbringen zu können.
Damit der Panzernahkämpfer an das Panzerfahrzeug herankam, musste die begleitende Infanterie niedergehalten werden, da sie sonst den angreifenden Soldaten unter Feuer genommen hätte. Der zu bekämpfende Panzer musste stehen bzw. durfte nur sehr langsam fahren. Der Angriff erfolgte von der Seite oder von hinten, da die Sicht aus dem Panzer über die Winkelspiegel sehr eingeschränkt ist. Zudem musste der angreifende Soldat hoffen, dass er von anderen Panzern beim Angriff nicht bemerkt wurde, da er sonst möglichem MG-Beschuss ausgesetzt war. Im Gegensatz dazu konnte der Angriff mit Panzerbüchse, Gewehrgranate, Panzerfaust und Panzerschreck auch aus einer Deckung heraus erfolgen.
Das Panzervernichtungsabzeichen wurde am 9. März 1942 gestiftet und konnte rückwirkend bis zum 22. Juni 1941 verliehen werden. Es bestand aus einem rechteckigen Aluminiumgespinst (32 mm × 90 mm), ober- und unterhalb abgegrenzt durch etwa 3 mm eingewirkten dünnen schwarzen Stoffstreifen und einem mittig aufgesetzten brünierten Panzer aus gestanztem Eisenblech. Anfangs wurden auch Panzer aus Tombak oder Nickelsilber verwendet. Das Abzeichen wurde mit Hilfe von drei Splinten und einer Gegenplatte aus Zink am rechten Ärmel in Höhe des Oberarms befestigt. Für jeden weiteren zerstörten bzw. kampfunfähig gemachten Feindpanzer wurde ein weiteres Abzeichen verliehen und am Ärmel angebracht.
Das Goldene Panzervernichtungsabzeichen wurde am 18. Dezember 1943 gestiftet, das sich durch ein goldfarbenes Gespinst vom einfachen Abzeichen unterschied und nach Abschuss des 5. Panzers verliehen wurde. Das Abzeichen wurde gegen die vier vorher verliehenen getauscht, diese blieben weiterhin in seinem Besitz.
Die Panzervernichtungsabzeichen wurden vermutlich von mehreren Herstellern produziert, in der Ausführung der Abzeichen gab es kleinere Unterschiede (Typen 1, 2a, 2b und 3). Der einzige heute bekannte Hersteller ist die Fa. Moritz Hausch aus Pforzheim. Da anfangs bei Fronttruppen ein Mangel an Panzervernichtungsabzeichen herrschte, wurden auch provisorische und von Soldaten selbst hergestellte Abzeichen getragen.
Am 7. März 1945 befahl Hitler (voller Wortlaut): Der Führer hat heute befohlen, dass jeder Soldat, der mit Panzerfaust oder mit behelfsmäßigen Nahkampfmitteln 6 feindliche Panzer vernichtet, das Ritterkreuz des Eisernen Kreuzes erhält. Abschüsse mit der Raketenpanzerbüchse 54, dem Ofenrohr unterliegen einer besonderen Bewertung. Diese Bestimmung ist auf dem schnellsten Weg allen Soldaten bekanntzugeben. Sie hat keine rückwirkende Kraft. Die Ritterkreuzvorschläge sind mit kürzester Begründung unter Angabe des Vernichtungsmittels und unter Aufführung der erforderlichen Personalangaben auf dem Fernschreibewege von der eingebenden Stelle unmittelbar an den Chef des Heerespersonalamtes (HPA) im Führerhauptquartier zu richten. Den vorgesetzten Dienststellen ist gleichzeitig Meldung zu erstatten.

## Weitere Infos zum Sonderabzeichen
Die meisten Panzervernichtungsabzeichen erhielten Günther Viezenz mit insgesamt 21 Abzeichen, Friedrich Anding mit 18 Abzeichen und Willi Frey mit 12 Abzeichen. Walter Kuhn erhielt vier Panzervernichtungsabzeichen für vier Panzervernichtungen innerhalb eines einzigen Tages.
Im Deutschen Reich berichteten Zeitschriften und Zeitungen ab 1942 über Soldaten, welche feindliche Panzer vernichtet hatten. Diese Soldaten wurden als Panzerknacker bezeichnet. In den Berichten waren meist Soldaten zu sehen, an deren Uniformen die Panzervernichtungsabzeichen waren.
Nach Angaben des Generalobersten Heinz Guderian wurden bis Mai 1944 etwa 10.000 Panzervernichtungsabzeichen verliehen. Bis Kriegsende waren es schätzungsweise 14.000. Im Gegensatz zu Klietmann 1981 geht der Militaria-Experte Lautenschläger 2013 von ca. 13.000 Verleihungen aus.
Da auf den Panzervernichtungsabzeichen kein Hakenkreuz abgebildet war, durften diese auch bei der Bundeswehr getragen werden. Wie bei anderen Militärorden des Dritten Reichs wurden auch vom Panzervernichtungsabzeichen Kopien im Militariabereich als Originale verkauft.
Panzervernichtungsabzeichen gab es im Zweiten Weltkrieg auch in den Armeen von Finnland, Ungarn und Italien.